# Brian Simmons
Brian Simmons ist ein Tontechniker und Tonmeister.

## Leben
Simmons begann seine Karriere im Filmstab 1964 als Tonassistent bei der BBC. 1969 hatte er als Tontechniker sein Spielfilmdebüt an Ken Russells Drama Liebende Frauen. Simmons wechselte im Laufe seiner Karriere zwischen Film und Fernsehen, so wirkte er einerseits am Weihnachtsfernsehklassiker Der kleine Lord und den Miniserien Noble House, Empire und John Adams – Freiheit für Amerika, andererseits an Hollywood-Blockbustern wie Star Wars: Episode II – Angriff der Klonkrieger, Star Wars: Episode III – Die Rache der Sith und Das Bourne Ultimatum.
1996 war er für Mel Gibsons Actionfilm Braveheart zusammen mit Andy Nelson, Scott Millan und Anna Behlmer für den Oscar in der Kategorie Bester Ton nominiert, die Auszeichnung ging in diesem Jahr jedoch an Ron Howards Historienfilm Apollo 13. Bei der im selben Jahr ausgetragenen Verleihung der BAFTA Film Awards konnte sich Braveheart jedoch gegen die Konkurrenz durchsetzen.
Simmons gehörte 1986 zu den Gründern der Association of Motion Picture Sound, war lange im Vorstand tätig und wurde 2008 zu deren Ehrenmitglied ernannt.

## Filmografie (Auswahl)
- 1969: Liebende Frauen (Women in Love)
- 1971: Die Teufel (The Devils)
- 1974: Begrabt die Wölfe in der Schlucht (Billy Two Hats)
- 1974: Der große Gatsby (The Great Gatsby)
- 1983: Dotterbart (Yellowbeard)
- 1984: Sheena – Königin des Dschungels (Sheena)
- 1988: Hawks – Die Falken (Hawks)
- 1995: Braveheart
- 1997: Projekt: Peacemaker (The Peacemaker)
- 1999: Anna und der König (Anna and the King)
- 2001: Just Visiting (Les visiteurs en Amérique)
- 2002: Star Wars: Episode II – Angriff der Klonkrieger (Star Wars: Episode II – Attack of the Clones)
- 2005: Star Wars: Episode III – Die Rache der Sith (Star Wars: Episode III – Revenge of the Sith)
- 2007: Das Bourne Ultimatum (The Bourne Ultimatum)
- 2007: Zimmer 1408 (1408)

## Auszeichnungen (Auswahl)
- 1996: Oscar-Nominierung in der Kategorie Bester Ton für Braveheart
- 1996: BAFTA Film Award in der Kategorie Bester Ton für Braveheart